# 尼泊尔四带芹
尼泊尔四带芹（学名：Tetrataenium nepalense）是伞形科四带芹属的植物。分布在尼泊尔以及中国大陆的云南等地，生长于海拔3,500米至4,200米的地区，多生在山坡林下路旁。

## 异名
- Heracleum nepalense D. Don